# Otradnoje (Leningrad oblast)
Otradnoje (russisk: Отрадное) er en by i den nordvestlige del af den europæiske del af Rusland. 
Otradnoje ligger ca. 40 kilometer øst for Sankt Petersborg, hvor floden Tosna løber ud floden Neva. Byen har et indbyggertal på 25.258 (2024) indbyggere og ligger i Kirovsk rajon i Leningrad oblast.